# Alelo nulo
Um alelo nulo é um alelo (uma variante de um gene) não funcional causado por uma mutação genética. Estas mutações podem causar uma falta completa de produção do produto genético associado ou um produto que não funciona adequadamente; em ambos os casos, o alelo pode ser considerado não funcional. Um alelo nulo não pode ser distinguido da deleção de todo o locus somente através da observação fenotípica.
Um alelo genético nulo ou amorfo tem o mesmo fenótipo que homozigoto e que heterozigoto, com uma deficiência que interrompe o locus em questão. Um alelo genético nulo pode ser uma proteína nula e um ARN nulo, mas também pode expressar níveis normais de um produto genético que não é funcional devido à mutação.
Os alelos nulos podem ter efeitos letais dependendo da importância do gene mutado. Por exemplo, ratos homozigotos para um alelo nulo para insulina morrem entre 48 a 72 horas após o nascimento.